# Oberea sumbana
Oberea sumbana là một loài bọ cánh cứng trong họ Cerambycidae.